# Emblyna olympiana
Emblyna olympiana är en spindelart som först beskrevs av Chamberlin 1919.  Emblyna olympiana ingår i släktet Emblyna och familjen kardarspindlar. Inga underarter finns listade i Catalogue of Life.